# ニューロードスター (パチンコ)
ニューロードスター（にゅーろーどすたー）は、1996年11月より三洋物産から発売された権利物のパチンコ。

## 概要
1996年の日本遊技機工業組合による遊技機内規変更により、事実上権利物が検定に通らなくなった。本機はその内規変更の直前に登場した。
予告が一切なく、リーチが3種類というとてもシンプルな演出構成だが、権利物の中でも大当たり確率が高く人気を博した。
特に『CRニューロードスターV』は、ラウンド振り分けがあるものの、大当たり確率がもっとも低くて141分の1という破格の高さで、長期にわたり設置・稼動していた。

### 図柄
- 1
- ベル
- 2
- ロードスター
- 3
- ケン
- 4
- 自由の女神
- 5
- 車
- 6
- メリー
- 7
- オールマイティー

- - 1図柄は『ニューロードスター』のみ存在する。
  - ベル図柄は『CRニューロードスターV』以外の機種に存在する。
  - オールマイティー図柄は『CRニューロードスターV』の中図柄のみ存在する。

### 遊技の流れ
1. ヘソの位置にある普通図柄表示装置作動ゲート（スルーチャッカー）を遊技球が通過（賞球ナシ）すると液晶画面のデジタルが始動する（保留4個）。作動ゲートを通過した遊技球は、左下のゲート救出口から出て、その下にある普通入賞口に向かい、入賞すると賞球が得られる。
2. 液晶画面で図柄が揃って大当たりすると、作動ゲートの下にある普通電動役物（ミニアタッカー）が5.9秒間開放する。入賞した遊技球は、停留装置により3個まで停留する。
3. 普通電動役物の開放動作終了から4.0秒経過すると停留装置が左右に開いて停留した遊技球が在ればそれを解除する。遊技球がなければパンクとなり、出玉を得る権利を丸ごと失う（確変大当たりを引いていた場合、パンクしても確率変動は行われる）。
4. 3個停留状態であった場合のみ、その内の1個が別装置作動領域を通過し、出玉を得る権利が発生。
5. 権利発生中はハンドルを右にいっぱいまで回して右打ちし、盤面右側の回転体に遊技球を乗せ、第3種始動口に入賞すると、その下にある特別電動役物（チューリップ）が9.5秒間開放する。
6. 特別電動役物が特定の回数開放し終わったら権利終了。ハンドルを左打ちに戻して1.から繰り返す。

### 演出
予告
- （予告は一切ない。）

リーチ
- ノーマルリーチ

もっとも信頼度の低いリーチ。
いったんハズレ停止しても、再始動して大当たりとなるノーマル二段階もある。
- スペシャルリーチ

スーパーリーチのうち信頼度が低い方のリーチ。背景が宇宙空間に変化する。
『CRニューロードスターV』では、スペシャルリーチでの大当たりは確変大当たりのみとなる。
- 竜巻リーチ

スーパーリーチのうち信頼度が高い方のリーチ。
背景が宇宙空間に変化し、中図柄の上に竜巻が発生する。
『CRニューロードスターV』では、竜巻リーチでの大当たりは確変大当たりのみとなる。

## スペック
ニューロードスター（1996年11月発売）
- 大当たり確率

（低確率）：1/317
（高確率）：1/31.7
- 賞球数：7（第3種始動口、液晶画面の両脇にある普通入賞口、普通電動役物内の入賞口の両脇にある普通入賞口） & 15（大入賞口、普通電動役物内の入賞口、前述以外の普通入賞口
- ラウンド（大当たり1回あたりの、特別電動役物の開放回数）：16ラウンド
- カウント（特別電動役物の開放1回あたりの、概ねの入賞個数）：10カウント
- 確変割合：1/1（100%、3回権利）

ニューロードスター2（1996年11月発売）
- 大当たり確率

（低確率）：1/247
（高確率）：1/24.7
- 賞球数：7（第3種始動口、液晶画面の両脇にある普通入賞口、普通電動役物内の入賞口の両脇にある普通入賞口） & 15（大入賞口、普通電動役物内の入賞口、前述以外の普通入賞口）
- ラウンド：16ラウンド
- カウント：10カウント
- 確変割合：1/1（100%、2回権利）

CR ニューロードスター（1997年1月発売）
- 大当たり確率

（低確率）
（設定1）：1/239
（設定2）：1/263
（設定3）：1/289
（高確率）
（設定1）：1/23.9
（設定2）：1/26.3
（設定3）：1/28.9
- 賞球数：5（普通電動役物内の入賞口、普通電動役物内の入賞口の両脇にある普通入賞口） & 7（第3種始動口、液晶画面の右にある普通入賞口） & 15（大入賞口、前述以外の普通入賞口）
- ラウンド：16ラウンド
- カウント：10カウント
- 確変割合：1/2（50%）
- 数字の図柄が確変大当たり、それ以外の図柄が通常大当たり
- リミット：なし

CR ニューロードスターV（1997年4月発売）
- 大当たり確率

（低確率）
（設定1）：1/119
（設定2）：1/131
（設定3）：1/141
（高確率）
（設定1）：1/11.9
（設定2）：1/13.1
（設定3）：1/14.1
- 賞球数：5（普通電動役物内の入賞口、普通電動役物内の入賞口の両脇にある普通入賞口） & 7（第3種始動口、液晶画面の右にある普通入賞口） & 15（大入賞口、前述以外の普通入賞口）
- ラウンド：16ラウンド or 1ラウンド
- カウント：9カウント
- 確変割合：1/2（50%）
- 大当たりの内訳 
  - 15ラウンド確変：50%
  - 1ラウンド通常：50%
  - 図柄揃いで16ラウンド確変大当たり、オールマイティー図柄を含むと1ラウンド通常大当たり
- リミット：なし